# واکونه
واکونه (به ایتالیایی: Vacone) یک کومونه در ایتالیا است که در استان ریتی واقع شده‌است. واکونه ۹٫۱ کیلومتر مربع مساحت و ۲۶۴ نفر جمعیت دارد و ۵۱۷ متر بالاتر از سطح دریا واقع شده‌است.